# Квезал андійський
Квезал андійський (Pharomachrus auriceps) — вид птахів родини трогонових (Trogonidae).

## Поширення
Вид поширений на північному заході Південної Америки — на сході Панами, північному заході Венесуелі, у Колумбії, Еквадорі, Перу і на півночі Болівії. Населяє вологі гірські та передгірні ліси, хоча також трапляється на узліссях та на вирубках, а також у помірних хмарних лісах та високогірних карликових лісах на висоті 1200–3100 м.

## Опис
Птах середнього розміру, завдовжки 33-36 см, вагою 154—182 г. У самця жовтий дзьоб, голова золотисто-бронзового кольору, верхня сторона тіла та груди золотисто-зелені, живіт червоний, нижня сторона хвоста чорна. На хвості є шлейф кучерявого пір'я завдовжки 8-10 см. Самиця бура або сіра на голові та грудях, хвостові покриви коротші, на нижній стороні хвоста пір'я має сіро-білі кінчики.

## Спосіб життя
Живиться фруктами, комахами і дрібними хребетними.

## Підвиди
Таксон включає два підвиди:
- P. a. auriceps (Gould, 1842)
- P. a. hargitti (Oustalet, 1891) — Північно-Західна Венесуела та Східна Колумбія